# Yangqi Shan
Yangqi Shan (kinesiska: 杨岐山) är ett berg i Kina. Det ligger i provinsen Jiangxi, i den sydöstra delen av landet, omkring 220 kilometer sydväst om provinshuvudstaden Nanchang. Toppen på Yangqi Shan är 304 meter över havet.
Runt Yangqi Shan är det tätbefolkat, med 442 invånare per kvadratkilometer. Närmaste större samhälle är Shangli, 7,0 km väster om Yangqi Shan. I omgivningarna runt Yangqi Shan växer i huvudsak blandskog.
Genomsnittlig årsnederbörd är 2 042 millimeter. Den regnigaste månaden är maj, med i genomsnitt 332 mm nederbörd, och den torraste är oktober, med 35 mm nederbörd.